# Korostyshiv (huyện)
Huyện Korostyshiv (tiếng Ukraina: Коростишівський район, chuyển tự: Korostyshivs'kyi raion) là một huyện của tỉnh Zhytomyr thuộc Ukraina. Huyện Korostyshiv có diện tích 974 kilômét vuông, dân số theo điều tra dân số ngày 5 tháng 12 năm 2001 là 43444 người với mật độ 45 người/km2. Trung tâm huyện nằm ở Korostyshiv.